# ジェリー・ヘイル
ヤーナ・オレクサンドリヴナ・シェマエワ (ウクライナ語: Я́на Олекса́ндрівна Шема́єва; 1995年10月21日生まれ) は、ジェリー・ヘイル (ウクライナ語: Дже́ррі Гейл) としても知られる、ウクライナのシンガーソングライター、ユーチューバー。2012年にユーチューブチャンネルを開設して活動を開始、Vlogやカバー曲を発信していた。
2017年にプロとしての音楽活動を開始、デビュー作「De miy dim (私の家はどこですか) 」 をVidlik Recordsからリリースした。その後、2019年にシングル「#OHRANA_OTMENA (#安全_キャンセル) 」をリリースし、ウクライナでのトップ5のヒットとなった。2019年10月にはデビューアルバム「#YA_YANA (#私_彼女) 」をリリースした。ユーチューブチャンネル開設からの通算視聴回数は1億5,823万回、登録者数は38万8千人 (2023年3月21日時点)。

## 幼少期
ウクライナの首都キーウ近郊のヴァスィリキーウで生まれた。 両親はともに個人輸入事業者（Private Trader）として働いていた。キーウの音楽学校、R. Glier Kyiv Institute of Music と Petro Tchaikovsky National Music Academy of Ukraine に通った。

## 経歴

### 初期
ジェリー・ヘイルという名前は15才から使い始めた。ロシアのソーシャルネットワークサービスであるフコンタクテに登録した際、アニメのキャラクターにちなんでジェリーマウスという名前を使い始めた。 その後、インターネットで最初に見たアメリカ人の姓を使いたいと考え、マウスをヘイルに変えた。その芸名にまつわる裏話を恥ずかしいと考えており、愚かだったと回顧している。
2012年にユーチューブチャンネルを開設し、Vlogや、トゥエンティ・ワン・パイロッツ、オケアン・エリズィ、The Hardkiss、コーダラインのようなウクライナや海外のミュージシャンのポピュラー曲のカバーを投稿した。オケアン・エリズィのフロントマンである Svyatoslav Vakarchuk は、しばしばヘイルの投稿した自身のバンドのカバー曲を再配布し、評価している。

### 2017年～2018年: プロデビューと「De miy dim (私の家はどこですか)」
2017年にウクライナの音楽グループOnukaとの関係で知られるウクライナのレコードレーベルVidlik Recordsとのレコーディング契約にサインした。自身の曲「De miy dim」のプロデューサーを探すうちに、このレーベルとOnukaのリーダー、歌手であり、レーベルの創始者であるイェフェン・ヒラトフとナタ・ズィジチェンコを紹介された。レーベルと緊密に活動を始め、デビューEP「De miy dim」をレコーディング、2017年10月にリリースした。
2018年にX-Factor Ukraineのシーズン9のオーディションを受けた。審査員の前の最初のオーディションから、ブートキャンプフェーズまで進んだが、そこで落選した。落選後、音楽活動に戻り、シングル「Kava」、「Postil」をリリース、後者では彼女のデビューミュージックビデオが取り上げられた。

### 2019年～現在: 「Okhrana, otmyena (警備、キャンセル)」と「Ya, Yana (私、ヤナ)」
2019年3月にウクライナ人のプロデューサーMorphomとレコーディングした発売予定のシングル「Okhrana, otmyena」の一部をインスタグラムに投稿した。そのトラックは、NKやヴェラ・ブレジネーヴァのようなウクライナの歌手が称賛し一部を配布したため、急速に勢いを得た。翌月、ユーチューブにフルバージョンの曲を投稿、ミュージックビデオは1480万回以上再生され、「Okhrana, otmyena」はウクライナでトップ5に入った。歌手としての成功に続き、楽曲作成に力を入れ始め、ウクライナ人の作曲家、プロデューサーであるKonstantin Meladzeとともに、ヴェラ・ブレジネーヴァやキーウを拠点とするバンドCloudlessなどを含むミュージシャンに楽曲を提供した。
2019年9月にデビューアルバム「Ya, Yana」をユーチューブでリリースした。アルバムは8曲から構成され、翌月に商業リリースされた。2020年1月に、ロッテルダムで開催されるユーロビジョン・ソング・コンテスト2020のウクライナ代表を選ぶVidbir 2020への参加が発表された。ヘイルの曲「Vegan (ヴィーガン)」は決勝に残ったが、6位に終わった。
ウクライナが前年チャンピオンを獲得したユーロビジョン・ソング・コンテスト2023にウクライナを代表して参加するため、2022年12月に「When God shut the door (神が扉を閉じるとき)」で再度Vidbir 2023に挑戦したが、3位に終わった。
2024年にアリョーナ・アリョーナと組んで再度ユーロビジョン・ソング・コンテスト2024に挑戦して、2月4日にウクライナ代表に選出された。参加曲は2人が歌詞を手掛けた『Teresa & Maria』である。最初の準決勝から出場権を獲得し、5月11日のグランドファイナルでは453ポイントで3位となった。

## 私生活
ウクライナ語、ロシア語、英語に堪能である。多くの曲はウクライナ語でレコーティングしている。

### 著作権侵害
2018年8月、ウクライナにおけるユニバーサルミュージックグループの被許諾者である出版社 Komp Music Publishing は、ビデオの中でイマジン・ドラゴンズ の「Believer」を許可を得ず使用していることからヘイルを訴えると警告した。同社はヘイルのチャンネルからの全てのユニバーサルミュージックグループの楽曲の削除と、著作権法違反に対する数千フリヴニャの罰金を主張した。同社がヘイルに対し二つの訴訟を起こした結果、ヘイルのチャンネルはユーチューブから削除された。
ヘイルのパートナーであるAIR Musicがこの訴訟に関わった。両社の代表による会議で、ヘイルの罰金を大幅に減額する契約の交渉を行い、ヘイルの犯した著作権侵害の数について合意に達した。その結果、Komp Music Publishing は訴訟を取り下げ、ヘイルのチャンネルは再開された。

## ディスコグラフィ

### アルバム
| タイトル | 詳細                                                                       |
| -------- | -------------------------------------------------------------------------- |
| Ya, Yana | - リリース日:2019年10月4日 - レーベル: Best Music - フォーマット: 音楽配信 |

### EP
| タイトル   | 詳細                                                                            |
| ---------- | ------------------------------------------------------------------------------- |
| De miy dim | - リリース日:2017年10月27日 - レーベル: Vidlik Records - フォーマット: 音楽配信 |

### シングル
| タイトル           | リリース年 | 最高チャート順位 | 収録アルバム名    |
| タイトル           | リリース年 | ウクライナ       | 収録アルバム名    |
| ------------------ | ---------- | ---------------- | ----------------- |
| "De miy dim"       | 2017       | —                | De miy dim        |
| "Kava"             | 2018       | —                | Non-album singles |
| "Postil"           | 2018       | —                | Non-album singles |
| "Okhrana, otmyena" | 2019       | 9                | Ya Yana           |
| "Natverkay"        | 2019       | —                | Ya Yana           |
| "Vilna kasa"       | 2019       | 94               | Ya Yana           |
| "Vichnist"         | 2019       | —                | Non-album singles |
| "Vegan"            | 2020       | —                | Non-album singles |

## フィルモグラフィ
| 年   | タイトル                            | 担当     | 注釈              |
| ---- | ----------------------------------- | -------- | ----------------- |
| 2002 | チョーク・ゾーン                    | ルディ   | ウクライナ語 吹替 |
| 2019 | アダムス・ファミリー (2019年の映画) | ベサニー | ウクライナ語 吹替 |

## 受賞歴
| 年   | 受賞               | カテゴリー         | 受賞作品           | 結果 | 参照   |
| ---- | ------------------ | ------------------ | ------------------ | ---- | ------ |
| 2019 | Jager Music Awards | Single of the Year | "Okhrana, otmyena" | 受賞 | [ 30 ] |

## 参照
1. ↑  “𝐘𝐨𝐮𝐓𝐮𝐛𝐞 & 𝐓𝐢𝐤𝐓𝐨𝐤: 𝐉𝐄𝐑𝐑𝐘 𝐇𝐄𝐈𝐋 (@thejerryheil) on Instagram | Ghostarchive”. ghostarchive.org. 2023年3月19日閲覧。
2. 1 2   (日本語) Інтерв`ю з блоггеркою Jerry Heil 2023年3月19日閲覧。
3. ↑  “Історія Jerry Heil: як відеоблогерка з Василькова зачарувала ONUKA та The Maneken” (ロシア語). Karabas Live (2017年12月19日). 2023年3月19日閲覧。
4. 1 2  “Новое имя: Jerry Heil” (ロシア語). BURO.. 2023年3月21日閲覧。
5. ↑  Барська, Анастасія (2016年8月6日). “Виконавиця гучного каверу на весь альбом Океану Ельзи розповіла про свою мрію” (ウクライナ語). Tochka.net. 2023年3月21日閲覧。
6. ↑  “Jerry Heil - YouTube”. www.youtube.com. 2023年3月21日閲覧。
7. ↑  “JerrysDreams YouTube Stats, Channel Statistics - Socialblade.com”.   Socialblade.com. 2023年3月21日閲覧。
8. ↑  Vlad10 (2017年10月30日). “Jerry Heil – Де мій дім (EP)” (ウクライナ語). Нотатки про українську музику. 2023年3月21日閲覧。
9. ↑  “Jerry Heil презентовала дебютный EP” (ロシア語). BURO.. 2023年3月21日閲覧。
10. ↑  “Х-фактор 9. Випуск 10. Jerry Heil – Попурі. Додатковий кастинг в Києві від 03.11.2018”. 2023年3月21日閲覧。
11. ↑  “"ТОП-5 выступлений десятого кастинга "Х —Фактора" — возвращение призрака EL Кравчук и громкий успех видеоблогера Jerry Heil" (in Russian).”.   Besti. 2023年3月21日閲覧。
12. ↑  “Діма Топоринський знявся в кліпі Jerry Heil”.   Noviy kanal.. 2023年3月21日閲覧。
13. ↑  “«Охрана отмєна»: сеть взорвал смешной хит молодых украинских музыкантов (видео)” (ウクライナ語). fakty.ua. 2023年3月21日閲覧。
14. ↑  “«Хорошо хоть тапками не кидают на украинский язык в ленте»: Вера Брежнева посоветовала слушать украинскую музыку, опубликовав в сети видео - Replyua.net”. replyua.net. 2023年3月21日閲覧。
15. ↑  Vlad10 (2019年4月16日). “Jerry Heil – Охрана отмєна (Лірик відео)” (ウクライナ語). Нотатки про українську музику. 2023年3月21日閲覧。
16. ↑  “"Ти ляжеш, як встану я". Блогерка Jerry Heil випустила пісню #ОХРАНА_ОТМЄНА” (ロシア語). Karabas Live (2019年4月7日). 2023年3月21日閲覧。
17. ↑  “Віра Брежнєва - Я не святая: прем'єра нової пісні! Jerry Heil про спільну роботу з зіркою”.   novy.tv. 2023年3月21日閲覧。
18. 1 2  Свобода, Радіо (2019年7月3日). “Girls power, «Твін Пікс» та Мальдіви. 10 українських треків червня” (ウクライナ語). Радіо Свобода 2023年3月21日閲覧。
19. ↑  “Jerry Heil презентувала дебютний альбом: слухати онлайн” (ウクライナ語). 24 Канал. 2023年3月21日閲覧。
20. ↑  “Go_A will represent Ukraine in Rotterdam” (英語). eurovision.tv (2020年2月22日). 2023年3月21日閲覧。
21. ↑  “alyona alyona & Jerry Heil — переможниці Нацвідбору на Євробачення-2024” (英語). corp.suspilne.media. 2024年2月5日閲覧。
22. ↑  “Ukraine: Alyona Alyona & Jerry Heil to Eurovision 2024 with "Teresa & Maria"” (英語). Eurovisionworld (2024年2月4日). 2024年3月7日閲覧。
23. ↑  “２０２４年欧州音楽祭「ユーロヴィジョン」でウクライナ代表は３位”. www.ukrinform.jp (2024年5月12日). 2025年1月20日閲覧。
24. ↑  “Heil Jerry | VK”. vk.com. 2023年3月21日閲覧。
25. 1 2  СЛУХ (2018年10月30日). “Українка, яку хотіли штрафувати за кавер на Imagine Dragons, вийшла сухою з води”. СЛУХ — медіа про музику та все, що навколо неї. 2023年3月21日閲覧。
26. ↑  “Jerry Heil: как защитить кавер по закону” (ロシア語). news.liga.net (2018年11月7日). 2023年3月21日閲覧。
27. ↑  “City & Country Radio – Top Week Hits - Музыкальные Чарты TopHit.ru”. web.archive.org (2020年1月30日). 2023年3月21日閲覧。
28. ↑  “City & Country Radio – Top Week Hits - Музыкальные Чарты TopHit.ru”. web.archive.org (2020年1月30日). 2023年3月21日閲覧。
29. ↑  “Jerry Heil попала у «Родину Адамсів»! — ТЕЛЕГИД Включайся!”. web.archive.org (2019年10月20日). 2023年3月21日閲覧。
30. ↑  СЛУХ (2019年11月15日). “Хто переміг на премії Jager Music Awards 2019: весь список переможців”. СЛУХ — медіа про музику та все, що навколо неї. 2023年3月21日閲覧。